# Елізабет Беккер
Елізабет Беккер (нім. Elisabeth Becker; 20 липня 1923, Нойтайх — 4 липня 1946, Гданськ) — наглядачка концтабору Штуттгоф під час Другої світової війни.

## Біографія
Беккер народилася  в німецькій родині. У 1936 році вступила в Союз німецьких дівчат. У 1938 році вона стала кухарем в Данцигу. Коли в 1939 році німці зайняли місто, Беккер швидко пристосувалася до нових умов. У 1940 році вона влаштувалася на роботу в фірму Dokendorf, де пропрацювала до 1941 року, коли стала помічником з питань сільського господарства Данцига.

### Робота в концтаборі
У 1944, коли СС знадобилися додаткові наглядачі в довколишній концентраційний табір Штуттгоф, Беккер була покликана на службу. Вона прибула в Штуттгоф 5 вересня 1944 року для тренувань у допоміжному підрозділі СС. Пізніше вона працювала в жіночому таборі SK-III, де персонально відбирала жінок і дітей для відправки в газові камери.

### Після війни
15 січня 1945 року Беккер бігла з табору назад додому в Нойтайх, де 13 квітня польська поліція заарештувала її і відправила до в'язниці очікувати винесення вироку. Штуттгофський процес над п'ятьма жінками-співробітниками СС і декількома капо в якості відповідачів почався 31 травня 1946 року в Данцигу. Беккер разом з іншими десятьма відповідачами була засуджена до смертної кари. Вона послала кілька листів польському президенту Болеславу Беруту з проханням про помилування, стверджуючи що вона не була настільки жорстока з ув'язненими, як Ґерда Штайнгоф або Дженні-Ванда Баркман. Однак її доводи не були прийняті, і в помилуванні їй було відмовлено. Беккер була публічно повішена 4 липня 1946 року разом з іншими десятьма наглядачами і капо.

## Галерея

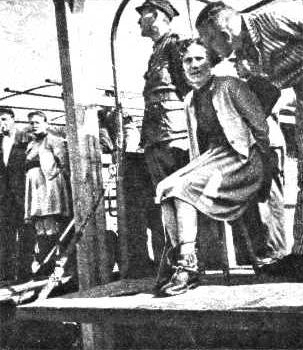
Беккер (сидить праворуч) під час страти.
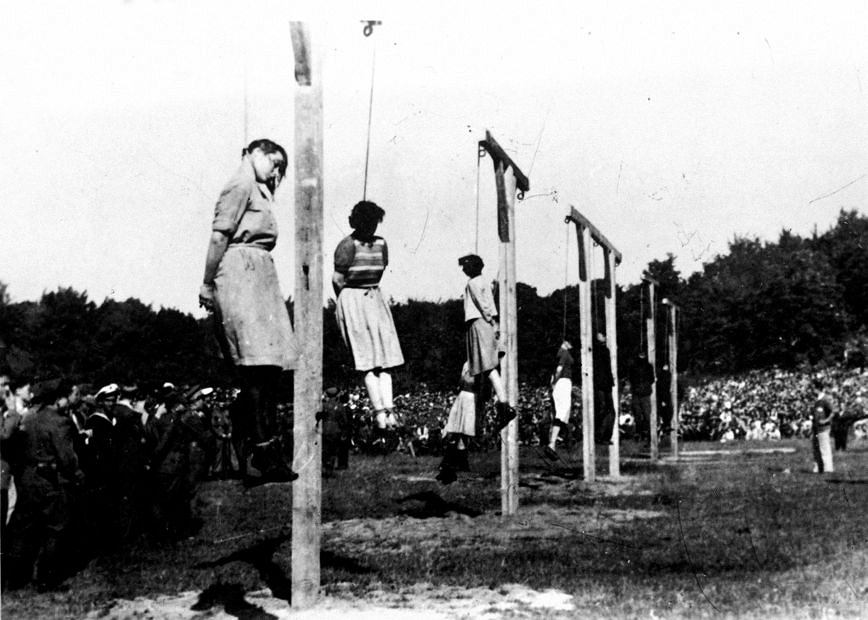
Страта службовців Штуттгофа. Беккер — третя ліворуч.
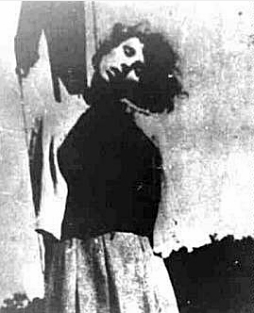
Тіло Беккер на шибениці.